# Ikuo Matsumoto
Ikuo Matsumoto, född 3 november 1941 i Tochigi prefektur, Japan, är en japansk tidigare fotbollsspelare.